# 260 км (зупинний пункт)
260 км — пасажирський залізничний зупинний пункт Шевченківської дирекції Одеської залізниці на електрифікованій лінії Імені Тараса Шевченка — Чорноліська між зупинними пунктами Бірки (3 км) та Стримівка (1 км). Розташований в селі Стримівка Кропивницького району Кіровоградської області.

## Пасажирське сполучення
На зупинному пункті Платформа 260 км зупиняються приміські електропоїзди Шевченківського та Знам'янського напрямків.